# Klaudia Domaradzka
Klaudia Domaradzka (29 marzo 2000) è una slittinista polacca.

## Biografia
Ha iniziato a gareggiare nel 2015 per la nazionale polacca nelle varie categorie giovanili nella specialità del singolo senza tuttavia ottenere risultati di particolare rilievo.

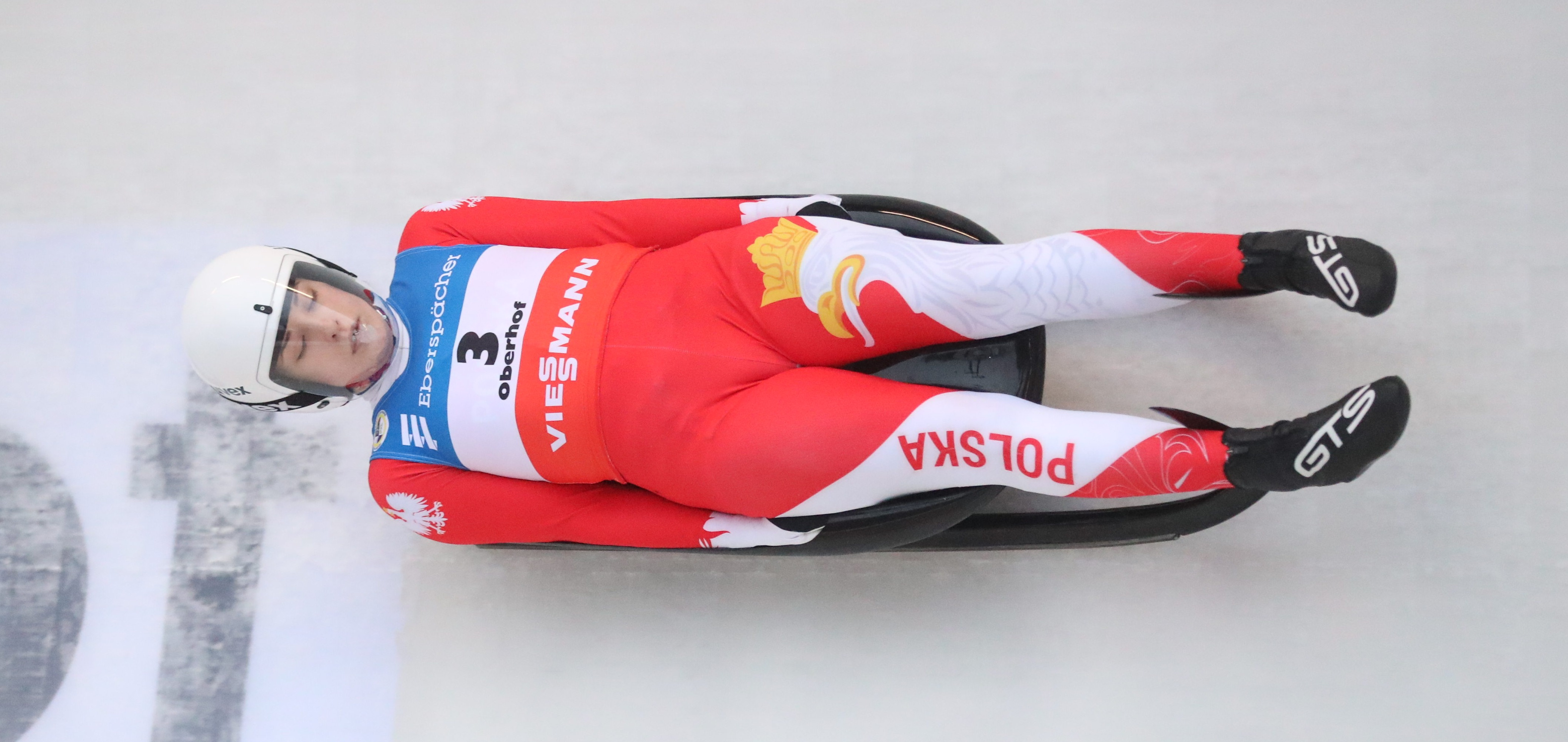
Klaudia Domaradzka in gara a Oberhof nel 2020

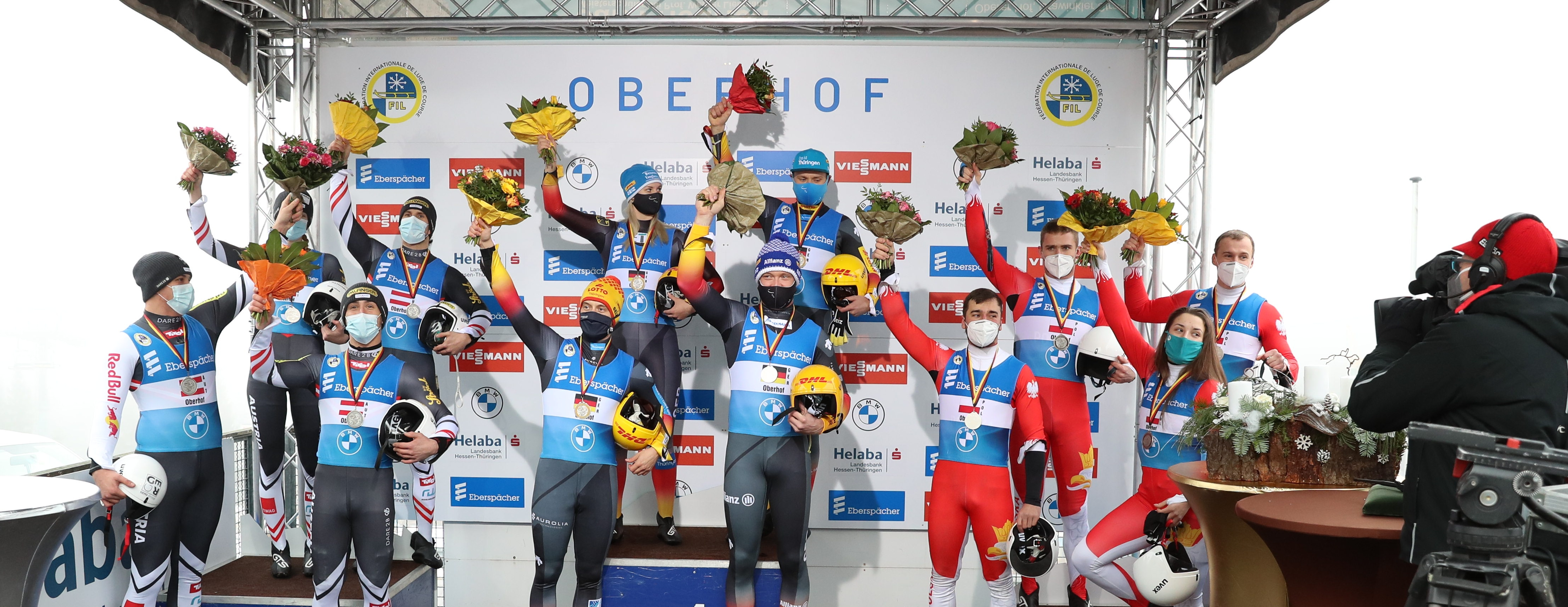
Klaudia Domaradzka (la seconda da destra) sul podio di Oberhof, nel giorno in cui conquistò lo storico terzo posto nella prova a squadre per sua nazionale

A livello assoluto ha esordito in Coppa del Mondo nella stagione 2018/19, il 5 gennaio 2019 a Schönau am Königssee, dove giunse ventiquattresima nel singolo; ottenne il suo primo podio il 13 dicembre 2020 sempre a Oberhof, nella terza tappa della stagione 2020/21, piazzandosi terza nella prova a squadre. In classifica generale come miglior risultato si è piazzata al trentesimo posto nella specialità del singolo nel 2020/21.
Ha altresì preso parte a tre edizioni dei campionati mondiali. Nel dettaglio i suoi risultati nelle prove iridate sono stati, nel singolo: ventisettesima a Winterberg 2019, ventiduesima a Soči 2020 e ventinovesima a Schönau am Königssee 2021; nella prova a squadre: settima a Soči 2020 e gara non conclusa a Schönau am Königssee 2021. 
Agli europei ha invece totalizzato quali migliori piazzamenti il ventiduesimo posto nel singolo e il settimo nella gara a squadre, entrambi raggiunti nella rassegna di Lillehammer 2020.

## Palmarès

### Coppa del Mondo
- Miglior piazzamento in classifica generale nel singolo: 30ª nel 2020/21.
- 1 podio (nelle gare a squadre):
  - 1 terzo posto.

### Coppa del Mondo juniores
- Miglior piazzamento in classifica generale nel singolo: 28ª nel 2016/17.

### Coppa del Mondo giovani
- Miglior piazzamento in classifica generale nel singolo: 39ª nel 2014/15.[1]